# Костшин (гміна)
Гміна Костшин (пол. Gmina Kostrzyn) — місько-сільська гміна у північно-західній Польщі. Належить до Познанського повіту Великопольського воєводства.
Станом на 31 грудня 2011 у гміні проживало 17242 особи.

## Географія
Річки: Москава, Цибіна.

## Територія
Згідно з даними за 2007 рік площа гміни становила 154.21 км², у тому числі:
- орні землі: 76.00%
- ліси: 12.00%

Таким чином, площа гміни становить 8.12% площі повіту.

## Населення
Станом на 31 грудня 2011:
| Опис     | Загалом | Загалом | Чоловіки | Чоловіки | Жінки | Жінки |
| -------- | ------- | ------- | -------- | -------- | ----- | ----- |
| одиниця  | осіб    | %       | осіб     | %        | осіб  | %     |
| все      | 17242   | 100     | 8481     | 49.19    | 8761  | 50.81 |
| міське   | 9386    | 100     | 4542     | 48.39    | 4844  | 51.61 |
| сільське | 7856    | 100     | 3939     | 50.14    | 3917  | 49.86 |

## Сусідні гміни
Гміна Костшин межує з такими гмінами: Доміново, Клещево, Некля, Победзіська, Сважендз, Сьрода-Велькопольська.